# Federación de Fútbol de Waikato y Bay of Plenty
La Federación de Fútbol de Waikato y Bay of Plenty es una de las asociaciones de fútbol regionales pertenecientes a la Asociación de Fútbol de Nueva Zelanda. Está encargada de las regiones de Waikato y Bay of Plenty, lo que incluye al WaiBOP United, franquicia participante de la ASB Premiership.
- Datos: Q16566628